# The Flame Within (film)
Pour plus de détails, voir Fiche technique et Distribution.
The Flame Within est un film américain réalisé par Edmund Goulding, sorti en 1935.

## Synopsis
Une femme suicidaire, Lillian Belton, tente sans succès de se tuer en prenant des pilules. Elle est référée à un psychiatre pour une thérapie. Chez lui, Lillian tente à nouveau de se suicider en essayant de sauter par la fenêtre et elle n'est arrêtée que par la psychiatre, le Dr Mary White. Le Dr White apprend que les problèmes de Lillian sont liés à Jack Kerry, qu'elle a contacté juste avant sa tentative avec le psychiatre. Lillian aime Jack, mais il est alcoolique et n'aime pas Lillian comme elle l'aime. Le Dr White contacte Jack et le persuade de se faire soigner pour son alcoolisme. Alors que Jack termine son traitement, il tombe amoureux du Dr White, mais le Dr rappelle à Jack le besoin de Lillian pour lui, et Jack et Lillian se marient. Le médecin de Lillian, le Dr Gordon Phillips, est également amoureuse du Dr White, mais n'arrive pas à la convaincre de quitter ses patients et sa pratique. Le Dr White rencontre Lillian et Jack lors d'un bal costumé, et Jack parvient à faire danser avec le Dr White, sous le regard suspect de Lillian. Jack avoue son amour pour le Dr White, mais elle lui rappelle à nouveau son mariage et son engagement envers Lillian. Une Lillian enragée crée une scène avec le Dr White, qui utilise cette expérience comme un parallèle de sa relation avec le Dr Phillips.

## Fiche technique
- Titre original : The Flame Within
- Réalisation : Edmund Goulding
- Scénario : Edmund Goulding
- Direction artistique : Cedric Gibbons
- Photographie : James Wong Howe
- Montage : Blanche Sewell
- Musique : Jerome Kern
- Directeur musical : Victor Baravalle
- Société de production et de distribution : Metro-Goldwyn-Mayer
- Pays de production :  États-Unis
- Langue : anglais
- Format : Noir et blanc – 1.37 : 1 – Son : Mono
- Durée : 72 minutes
- Date de sortie : 
  - États-Unis : 17 mai 1935

## Distribution
- Ann Harding : Dr Mary White
- Herbert Marshall : Dr Gordon Phillips
- Maureen O'Sullivan : Linda Belton
- Louis Hayward : Jack Kerry
- Henry Stephenson : Dr Jock Frazier
- Margaret Seddon : Mme Ida Grenfell
- George Hassell : M. Rigby